# Николај Костер Волдо
Николај Костер Волдо (дан. Nikolaj Coster-Waldau; Рудкебинг, 27. јул 1970) је дански глумац, продуцент и сценариста, познат по улози Џејмија Ланистера у серији Игра престола. Такође је тумачио главну улогу Фоксовој серији Нови Амстердам из 2008, а веће филмске улоге остварио је у трилеру Ловци на главе, хорору Мама, акционом филму Заборав, и романтичној комедији Освета на женски начин.

## Филмографија
| Филмски пројекти      |                        |               |                    |                         |
| Година                | Српски назив           | Изворни назив | Улога              | Напомене                |
| 2001                  | Пад црног јастреба     |               | Гари Гордон        |                         |
| 2005                  | Небеско краљевство     |               | сеоски шериф       |                         |
| 2006                  | Забрањен приступ       |               | Лијам              |                         |
| 2013                  | Мама                   |               | Лукас/Џефри Десанж |                         |
| 2013                  | Заборав                |               | водник Скавс       |                         |
| 2014                  | Освета на женски начин |               | Марк Кинг          |                         |
| 2023                  | Флеш                   |               | човек са хот-догом | непотписано појављивање |
| Телевизијски пројекти |                        |               |                    |                         |
| 2011–2019             | Игра престола          |               | Џејми Ланистер     | 55 епизода              |